# FC Vorkuta
FC Vorkuta – kanadyjski klub piłkarski z siedzibą w mieście Toronto.

## Historia
Chronologia nazw:
- 2008: FC Vorkuta

Klub Piłkarski FC Vorkuta został założony w 2008 w miejscowości Toronto przez grupę rosyjskojęzycznych fanów piłki nożnej. Fundacja została założona przez dwie osoby: Igor Demitchev - miejscowy prawnik i generalny sponsor klubu oraz Samad Kadyrow - napastnik i przyszły kapitan drużyny. Kadyrow oprócz wsparcia finansowego od 2017 roku grał w drugiej drużynie.
Przez 9 lat zespół występował na poziomie amatorskim. Na początku 2017 roku klub otrzymał status półprofesjonalny i został członkiem Canadian Soccer League. W pierwszym sezonie w CSL drużyna zdobyła pierwsze miejsce w sezonie regularnym i dotarła do półfinałów play-off, przegrywając 0:1 z Scarborough SC.
W następnym sezonie 2018 zajął drugie miejsce w sezonie regularnym, a w fazie play-off zdobył mistrzostwo Canadian Soccer League.

## Barwy klubowe, strój i herb
| Czerwony | Biały | Niebieski |

Klub ma barwy czerwono-biało-niebieskie, które są kolorami herbu klubu. Czerwono-białe to kolory flagi Kanady, a czerwono-niebieskie kolory flagi Toronto. Piłkarze domowe spotkania zazwyczaj grają w czerwonych koszulkach, czerwonych spodenkach oraz czerwonych getrach. Na wyjeździe korzystają z niebieskiego stroju.
Herb klubu wykonany w formie okrągłej tarczy. Górna część tarczy jest koloru białego na którym umieszczono kolczasty drut - symbol łagrów koncentracyjnych na Workucie. Dolna część tarczy podzielona na dwie części po lewej koloru czerwonego, a po prawej koloru niebieskiego. W środku tarczy została umieszczona czarno-biała piłka nożna. Na dole znajduje się żółta wstążka z czarnym napisem FC Vorkuta.

## Sukcesy

### Trofea międzynarodowe
Nie uczestniczył w rozgrywkach europejskich (stan na 31-12-2018).

### Trofea krajowe
| \| \| Zdobyte trofea w rozgrywkach Kanady (stan na: 31-12-2018) \| |                                                           |      |          |
| Rozgrywki                                                          | Osiągnięcie                                               | Razy | Sezon(y) |
| Mistrzostwo                                                        | I miejsce                                                 | 0    |          |
| Mistrzostwo                                                        | II miejsce                                                | 0    |          |
| Mistrzostwo                                                        | III miejsce                                               | 0    |          |
| Puchar                                                             | zdobywca                                                  | 0    |          |
| Puchar                                                             | finalista                                                 | 0    |          |
| II liga                                                            | I miejsce                                                 | 0    |          |
| II liga                                                            | II miejsce                                                | 0    |          |
| II liga                                                            | III miejsce                                               | 0    |          |
| Kanada                                                             | Zdobyte trofea w rozgrywkach Kanady (stan na: 31-12-2018) |      |          |

- Canadian Soccer League:
  - mistrz (1): 2018
  - półfinalista (1): 2017

## Poszczególne sezony

### Rozgrywki międzynarodowe

#### Europejskie puchary
Nie uczestniczył w rozgrywkach europejskich (stan na 31-12-2018).

### Rozgrywki krajowe
| \| Kanada \| Bilans występów klubu w rozgrywkach piłkarskich Kanady (Stan na 31 grudnia 2018 r.) \| \| |                                                                                     |        |       |   |   |   |    |    |     |         |        |        |      |
| Poziom                                                                                                 | Rozgrywki                                                                           | Sezony | Mecze | Z | R | P | B+ | B– | Pkt | Lata    | Awanse | Spadki | Naj. |
| I | CSL                                                                                 | 2      |       |   |   |   |    |    |     | od 2017 | 0      | 0      | 1    |
| Kanada                                                                                                 | Bilans występów klubu w rozgrywkach piłkarskich Kanady (Stan na 31 grudnia 2018 r.) |        |       |   |   |   |    |    |     |         |        |        |      |

## Piłkarze

### Aktualny skład
Stan na: 18 sierpnia 2018
| Nr | Poz. | Piłkarz             |
| -- | ---- | ------------------- |
| 1  | BR   | Ołeksandr Musijenko |
| 2  | OB   | Wołodymyr Bidłowski |
| 3  | OB   | Lubomyr Halczuk     |
| 4  | PO   | Serhij Ursułenko    |
| 7  | PO   | Jarosław Sołonynko  |
| 8  | PO   | Wałerij Hajdarżi    |
| 9  | PO   | Ołeh Kerczu         |
| 10 | NA   | Serhij Iwlijew      |
| 11 | OB   | Wadym Hostiew       |
| 13 | PO   | Maksym Hramm        |
| 18 | PO   | Ihor Melnyk         |
| 20 | PO   | Denys Diaczenko     |

| Nr | Poz. | Piłkarz             |
| -- | ---- | ------------------- |
| 21 | PO   | Wałerij Doroszenko  |
| 23 | OB   | Ołeksandr Wołczkow  |
| 25 | NA   | Ołeksandr Łakusta   |
| 27 | NA   | Krisijan Kezic      |
| 29 | PO   | Mychajło Riaby      |
| 33 | PO   | Dmytro Poluhanycz   |
| 34 | OB   | Ołeksandr Tarasenko |
| 35 | OB   | Ołeksandr Jaremczuk |
| 41 | OB   | Bohdan Słuka        |
| 42 | PO   | Bohdan Riabeć       |
| 44 | BR   | Ołeksandr Łozyński  |

## Struktura klubu

### Stadion
Klub rozgrywa swoje mecze domowe na stadionie Esther Shiner Stadium w Toronto, który może pomieścić 3000 widzów.

### Inne sekcje
Klub prowadzi drużyny dla dzieci i młodzieży w różnym wieku. Posiada również drugą drużynę.

## Kibice i rywalizacja z innymi klubami

### Derby
- FC Ukraine United